# 阿卡蒂·馬婷
安娜林登·韋勒，更為人所知的是她的筆名阿卡蒂·馬婷 （1985年4月19日出生）。她是一位美國歷史學家及城市規劃師，作為科幻小說文學創作者，她的處女作《名為帝國的記憶》獲得2020年雨果獎最佳長篇小說。

## 個人生活
韋勒出生及成長於紐約市。 她與她妻子，作家薇薇安·蕭  住在聖塔非。

## 學院生涯
韋勒於2007年取得芝加哥大學宗教研究的藝術學士，2013年取得牛津大學古典亞美尼亞研究碩士，以及2014年取得羅格斯大學中古拜占庭、全球及比較史學博士。她的論文題名《想像的前現代帝國：母國以外的拜占庭帝國特務》（"Imagining Pre-Modern Empire: Byzantine Imperial Agents Outside the Metropole"）。她擔任過聖托馬斯大學歷史學系2014年至2015年訪問助理教授以及烏普薩拉大學2015年至2017年博士後研究者。她發表過以拜占庭和中古亞美尼亞歷史為題的著作。

## 小說寫作
韋勒自2012年起，以阿卡蒂·馬婷為名發表短篇科幻小說。

### 名為帝國的記憶
馬婷的第一本小說《名為帝國的記憶》出版於2019年，是她的「泰斯凱蘭」系列開端之作。該作背景設定在某個未來，泰斯凱蘭帝國統治大多數人類太空世界，而且打算併吞拉賽爾，一個獨立的採礦太空站。拉塞爾派遣大使瑪希特·德茲梅爾至帝國首都阻止此事，而她發現自己捲入帝國繼位危機。馬婷表示這本書在許多觀點上是她自己對11世紀拜占庭帝國主義在亞美尼亞前線，尤其是併吞阿尼王國的博士後研究科幻版本。
在 《The Verge》上, 安德魯·李塔克（Andrew Liptak）稱讚這本小說是「精彩的賽博格、太空歌劇與政治驚悚小說混合體」，強調馬婷的角色與世界創造。在《軌跡》（Locus）雜誌上，羅素·萊森（Russell Letson）讚揚這本小說「吸收與不時挑戰陰謀與人類學想像的混合體」，以及這事的幽默感。《出版者周刊》與《科克斯書評》皆給予這本小說星級評論，提及馬婷把她創作的「棒透的精巧外交太空歌劇」世界帶來現實生活的才能，並且將此作與安·萊基以及李允夏的著作比較。這本小說被提名2019年星雲獎最佳小說及2020年軌跡獎最佳首部小說。它贏得2020年雨果獎最佳長篇小說 以及入圍2020年亞瑟·克拉克獎。

### 名為和平的荒蕪
第二部泰斯凱蘭系列作品，《名為和平的荒蕪》2021年首次出版。它挑選在「帝國」事件後幾個月開始。瑪希特回到拉塞爾太說站，三海草在泰斯凱蘭升官但無所事事，以及新皇登基。瑪希特試圖推進前作發生的所有事情，但很快陷入一系列政治陰謀，這迫使她隨同三海草離開太空站。三海草帶她前往太空的遙遠區域，試圖與難與理解的外星物種溝通，以及避免一場完全毀滅的戰爭。回到泰斯凱蘭，政治陰謀攪和在一塊，非常年幼的皇位繼承者則在他們中間。

## 著作

### 泰斯凱蘭系列
1. 《名為帝國的記憶》, Tor Books (2019) ISBN 9781250186430
2. 《名為和平的荒蕪》, Tor Books (2021) ISBN 9781250186461

### 短篇小說
- "Lace Downstairs" (2012)
- "Nothing Must Be Wasted" (2014)
- "Adjuva" (2015)
- "City of Salt" (2015)
- "When the Fall Is All That's Left" (2015)
- "How the God Auzh-Aravik Brought Order to the World Outside the World" (2016)
- "'Contra Gravitatem (Vita Genevievis)'" (2016)
- "All the Colors You Thought Were Kings" (2016)
- "Ekphrasis" (2016)
- "Ruin Marble" (2017)
- "The Hydraulic Emperor" (2018)
- "Object-Oriented" (2018)
- "Just a Fire" (as by A. Martine) (2018)
- "Faux Ami" (as by A. Martine) (2019)
- "Labbatu Takes Command of the Flagship Heaven Dwells Within" (2019)
- "Life and a Day" (as by A. Martine) (2019)
- 《名為荒蕪的和平》（節錄）(2020)
- "A Being Together Amongst Strangers" (2020)

### 詩集
- "Cloud Wall" (2014)
- "Abandon Normal Instruments" (2016)

### 紀實作品
- "Everyone's World Is Ending All the Time: Notes on Becoming a Climate Resilience Planner at the Edge of the Anthropocene" (2019)

### 評論
- "Testament by Hal Duncan" (2015)
- "Report from Planet Midnight by Nalo Hopkinson" (2016)
- "The Djinn Falls in Love & Other Stories by Mahvesh Murad and Jared Shurin" (2017)
- "The Only Harmless Great Thing by Brooke Bolander" (2018)

## 外部連結
- 官方网站